# Kummersheim
Kummersheim ist ein Ortsteil der Gemeinde Striegistal im Landkreis Mittelsachsen in Sachsen. Der Ort gehörte ursprünglich als Wirtschaftshof zum Kloster Altzella und später zur Gemeinde Zella. Am 1. November 1935 kam Kummersheim zur Stadt Nossen. Der Ort wurde am 1. Juli 1950 nach Marbach umgegliedert. Dieses schloss sich am 1. Januar 1994 mit fünf weiteren Orten zur Gemeinde Tiefenbach zusammen, die wiederum seit dem 1. Juli 2008 zur Gemeinde Striegistal gehört.

## Geographie

### Geographische Lage und Verkehr
Kummersheim liegt im Nordosten der Gemeinde Striegistal westlich von Nossen und südlich der Freiberger Mulde. Auf dem anderen Ufer, welches über eine Straßenbrücke erreichbar ist, befindet sich der Haltepunkt „Gleisberg–Marbach“ der Bahnstrecke Borsdorf–Coswig. Mit der Einstellung des Personenverkehrs auf dem Abschnitt Döbeln–Meißen Triebischtal ist diese Station seit dem 12. Dezember 2015 ohne planmäßigen Halt. Bei Kummersheim befindet sich das „Sachseneck“, an welchem einst die drei sächsischen Regierungsbezirke Chemnitz (ehemaliger Landkreis Mittweida), Dresden (Landkreis Meißen) und Leipzig (ehemaliger Landkreis Döbeln) aufeinander trafen.

### Nachbarorte
|          | Gleisberg                                   |       |
| Gersdorf | Kompassrose, die auf Nachbargemeinden zeigt | Zella |
|          | Marbach                                     |       |

## Geschichte

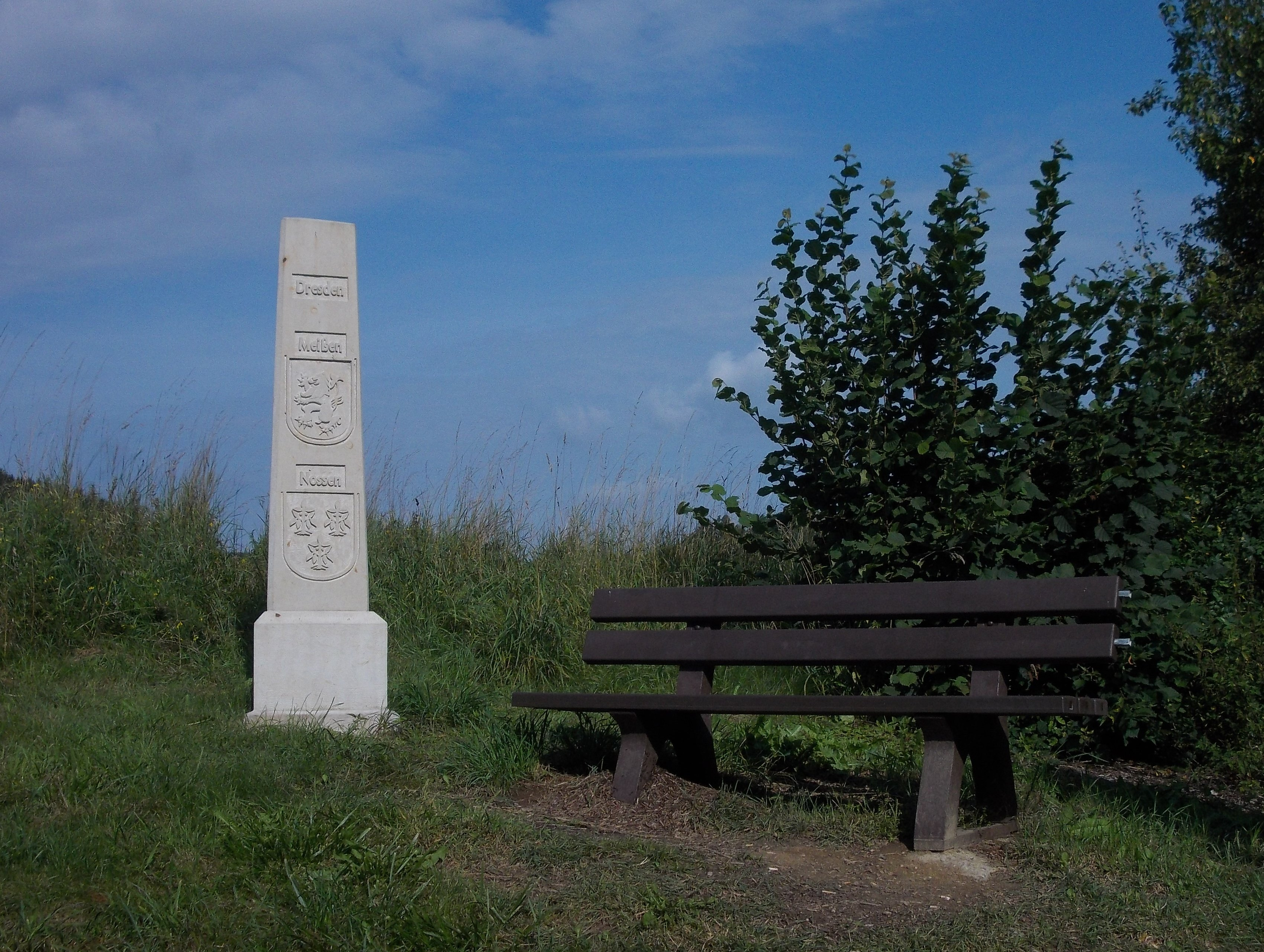
Sachseneck bei Kummersheim

Kummersheim am Ufer der Freiberger Mulde wurde im Jahr 1428 als „Komersheim“ erwähnt. Der Ort entstand durch Auslagerung des nahe gelegenen, im Jahr 1170 gegründeten Klosters Altzella bei Nossen. Das Vorwerk Kummersheim wurde in den Jahren 1571 und 1875 erwähnt. Nach der Säkularisation des Klosters Altzella im Jahr 1540 gehörte Kummersheim bis 1856 zum kursächsischen bzw. königlich-sächsischen Amt Nossen. Als Ortsteil von Zella gehörte Kummersheim ab 1856 zum Gerichtsamt Nossen und ab 1875 zur Amtshauptmannschaft Meißen. Mit der Eingemeindung von Zella kam auch Kummersheim am 1. November 1935 zur Stadt Nossen. Im Zuge der Bodenreform in der Sowjetischen Besatzungszone ab 1945 wurde der Grundbesitz des Vorwerks Kummersheim neu verteilt.
Mit der ersten Kreisreform in der DDR erfolgte im Jahr 1950 die Umgliederung von Kummersheim nach Marbach im Landkreis Döbeln. Infolge der zweiten Kreisreform in der DDR wurde Kummersheim als Ortsteil der Gemeinde Marbach im Jahr 1952 dem neu gegründeten Kreis Hainichen im Bezirk Chemnitz (1953 in Bezirk Karl-Marx-Stadt umbenannt) angegliedert.
Seit 1990 gehörte Kummersheim als Teil der Gemeinde Marbach zum sächsischen Landkreis Hainichen, der 1994 im Landkreis Mittweida und 2008 im Landkreis Mittelsachsen aufging. Am 1. Januar 1994 schloss sich die Gemeinde Marbach samt dem Ortsteil Kummersheim mit den Gemeinden Dittersdorf, Arnsdorf, Naundorf, Etzdorf (mit Gersdorf) und Böhrigen zur Gemeinde Tiefenbach zusammen. Die Gemeinden Tiefenbach und Striegistal wiederum schlossen sich am 1. Juli 2008 zur neuen Gemeinde Striegistal zusammen, wodurch Kummersheim seitdem ein zum Striegistaler Ortsteil Marbach gehöriger Ort ist.